# Last of the American Girls
"Last of the American Girls" is een single van de Amerikaanse punkrockband Green Day. Het is na "Know Your Enemy", "21 Guns", "East Jesus Nowhere" en "21st Century Breakdown" de vijfde single van hun achtste studioalbum 21st Century Breakdown. De single werd op 19 april 2010 uitgebracht door Reprise Records.